# Società Sportiva Lazio 2007-2008
Questa voce raccoglie le informazioni riguardanti la Società Sportiva Lazio nelle competizioni ufficiali della stagione 2007-2008.

## Stagione
Per la Lazio, tornata a disputare la massima competizione europea dopo un'assenza di 4 anni, la stagione inizia con il turno preliminare. Avversaria di questa fase è la romena Dinamo Bucarest, eliminata con un punteggio totale di 4-2: l'andata finisce 1-1, mentre il ritorno si conclude per 3-1 in favore dei biancocelesti. Il campionato 2007-08 fa registrare, in avvio, 3 pareggi consecutivi di cui 2 senza gol. A incidere sul cammino della formazione è anche l'impegno continentale, i cui risvolti sul fronte nazionale si rivelano deleteri. La squadra, che ottiene il primo successo alla 5ª giornata, non riporta alcuna vittoria nelle partite di campionato seguenti un turno di Champions: dopo un pareggio contro il Real Madrid è infatti battuta dal Milan per 5-1, inaugurando il trend negativo con soli 7 punti in 7 giornate. Malgrado la vittoria in trasferta a Livorno, la situazione si ripete anche con l'Udinese (k.o. che inframmezza quelli con Werder Brema e nel derby) mentre la sfida con l'Inter, che avrebbe seguito il 2-1 sui tedeschi (conseguito nel retour match), è rinviata a causa dell'incidente che porta alla morte del tifoso Gabriele Sandri.
La squadra si riprende vincendo contro il Parma (1-0 al 90'). Nel penultimo incontro del girone, viene rimediata una sconfitta dall'Olympiakos che complica la classifica: i romani pareggiano per 1-1 quindi con il Siena, perdono con l'Inter nel recupero dell'incontro rinviato e battono per 2-0 il Catania. Il tour de force propone così la gara con il Real Madrid, cruciale per il percorso in coppa: gli spagnoli, già qualificati, sconfiggono (3-1) la squadra di Delio Rossi condannandola all'ultimo posto del raggruppamento. Dopo essersi arresa anche alla Juventus per 3-2, la Lazio supera il Napoli in Coppa Italia. Nei quarti di finale è la Fiorentina a venire battuta: il buon comportamento nella coppa nazionale non risolve un periodo difficile poiché termina il girone d'andata con soli 19 punti a +2 sulla zona retrocessione. Malgrado le vittorie casalinghe contro la Sampdoria (2-1) e l'Atalanta (3-0), il brutto momento continua ed è culminato - dopo la sconfitta di Cagliari per 1-0 - in un lancio di uova da parte dei tifosi contro la squadra.
Malgrado la contestazione, Rossi, che aveva difeso i suoi giocatori dalla protesta, mantiene il posto in panchina e, il 19 marzo, vince per 3-2 nel finale la stracittadina con la Roma. I biancocelesti  vengono poi eliminati in semifinale di Coppa Italia, sconfitti in gara doppia dall'Inter, e in campionato falliscono l'ingresso nelle coppe europee terminando il campionato al 12º posto con 46 punti, di cui solo 9 fatti dopo la vittoria nel derby.

## Divise e sponsor
Le divise della Lazio per la stagione 2007-2008 furono presentate presso il Centro sportivo di Formello il 6 luglio 2007.
La divisa casalinga presentava una maglia di colore celeste con bande laterali bianche. I calzoncini erano bianchi con un motivo celeste da gamba a gamba ad arco di colore celeste. I calzettoni erano celesti con una banda superiore e due piccole laterali bianche, con stemma della società e sponsor tecnico sulla parte centrale. Il numero e il nome sulla maglia erano blu, così come il numero sui calzoncini posto sulla gamba sinistra.
La divisa da trasferta presentava maglia bianca con bande laterali blu. Anche i calzoncini erano bianchi con una banda superiore e due piccole laterali blu. I calzettoni erano bianchi. Il numero e il nome sulla maglia erano di colore blu, così come il numero sui calzoncini, sempre posto sulla gamba sinistra.
La terza divisa presentava maglia blu con bande laterali celesti. I calzoncini erano blu. Anche i calzettoni erano blu, con gli stemmi come per la prima divisa. Il numero e il nome sulla maglia erano di colore bianco, così come il numero sui calzoncini sempre posto sulla gamba sinistra.
Lo sponsor tecnico per la stagione 2007-2008 è stato Puma, mentre era assente lo sponsor ufficiale, anche se in occasione della 2ª, 7ª, 8ª, 10ª e 11ª giornata, poi dalla 15ª alla 19ª, ancora dalla 21ª alla 24ª, ed infine alla 26ª, 28ª e 30ª giornata di campionato, e in occasione delle partite di Coppa Italia Lazio-Napoli del 19 dicembre 2007, Napoli-Lazio del 17 gennaio 2008, Lazio-Fiorentina del 24 gennaio 2008 e Fiorentina Lazio del 30 gennaio 2008, campeggiava sulle maglie biancocelesti la scritta So.Spe., esibendo il logo dell'associazione benefica fondata da Suor Paola D'Auria, nota tifosa laziale. Nella seconda parte della stagione la società romana, in occasione della 25ª, 27ª, 29ª e 31ª giornata, e dalla 34ª alla 38ª giornata di campionato, e in occasione della partita di Coppa Italia Inter-Lazio del 16 aprile 2008, venne sponsorizzata da una delle aziende leader nel campo edile, la Edileuropa.
| Casa | Trasferta | Terza divisa | Portiere |

## Organigramma societario
Area direttiva
- Presidente: Claudio Lotito

Area organizzativa
- Team manager: Maurizio Manzini

Area tecnica
- Direttore sportivo: Walter Sabatini
- Allenatore: Delio Rossi
- Allenatore in seconda: Fedele Limone
- Preparatore dei portieri: Adalberto Grigioni
- Preparatori atletici: Valter Vio, Adriano Bianchini

Area sanitaria
- Direttore sanitario: dott. Ivo Pulcini
- Coordinatore sanitario e medico sociale: dott. Bernardino Petrucci
- Medici sociali: dott. Roberto Bianchini, Roberto Postacchini, Stefano Salvatori
- Fisioterapisti: Giulio Fermanelli, Federico Genovesi, Massimo Romano Papola, Claudio Patti, Carlo Zazza
- Massofisioterapista: Doriano Ruggiero
- Osteopata: dott. Giuseppe Ruggero
- Consulente ortopedico: dott. Stefano Lovati
- Consulente nutrizionista: prof. Roberto Verna

## Rosa
| N. |                      | Ruolo | Calciatore                     |
| -- | -------------------- | ----- | ------------------------------ |
| 1  | Uruguay (bandiera)   | P     | Fernando Muslera               |
| 2  | Italia (bandiera)    | D     | Guglielmo Stendardo            |
| 2  | Romania (bandiera)   | D     | Ștefan Radu                    |
| 3  | Serbia (bandiera)    | D     | Aleksandar Kolarov             |
| 4  | Italia (bandiera)    | C     | Fabio Firmani                  |
| 5  | Italia (bandiera)    | C     | Massimo Mutarelli              |
| 6  | Argentina (bandiera) | D     | Lionel Scaloni                 |
| 6  | Francia (bandiera)   | C     | Ousmane Dabo                   |
| 7  | Rep. Ceca (bandiera) | D     | David Rozehnal                 |
| 8  | Italia (bandiera)    | D     | Luciano Zauri (capitano)       |
| 9  | Italia (bandiera)    | A     | Rolando Bianchi                |
| 10 | Italia (bandiera)    | C     | Roberto Baronio                |
| 11 | Italia (bandiera)    | C     | Stefano Mauri                  |
| 13 | Italia (bandiera)    | D     | Sebastiano Siviglia            |
| 14 | Italia (bandiera)    | P     | Tommaso Berni                  |
| 15 | Francia (bandiera)   | D     | Modibo Diakité                 |
| 16 | Italia (bandiera)    | D     | Alessandro Tuia                |
| 17 | Albania (bandiera)   | A     | Igli Tare                      |
| 18 | Italia (bandiera)    | A     | Tommaso Rocchi (vice capitano) |

| N. |                               | Ruolo | Calciatore              |
| -- | ----------------------------- | ----- | ----------------------- |
| 19 | Macedonia del Nord (bandiera) | A     | Goran Pandev            |
| 20 | Nigeria (bandiera)            | A     | Stephen Makinwa         |
| 21 | Italia (bandiera)             | A     | Fabio Vignaroli         |
| 22 | Italia (bandiera)             | D     | Ivan Artipoli           |
| 23 | Francia (bandiera)            | C     | Mourad Meghni           |
| 24 | Argentina (bandiera)          | C     | Cristian Ledesma        |
| 25 | Brasile (bandiera)            | D     | Emílson Sánchez Cribari |
| 26 | Belgio (bandiera)             | C     | Gaby Mudingayi          |
| 29 | Italia (bandiera)             | D     | Lorenzo De Silvestri    |
| 32 | Italia (bandiera)             | P     | Marco Ballotta          |
| 40 | Italia (bandiera)             | A     | Fabio Casini            |
| 41 | Italia (bandiera)             | C     | Alessandro Corvesi      |
| 49 | Italia (bandiera)             | C     | Antonio Cinelli         |
| 54 | Italia (bandiera)             | A     | Ettore Mendicino        |
| 68 | Costa d'Avorio (bandiera)     | C     | Christian Manfredini    |
| 81 | Italia (bandiera)             | A     | Simone Del Nero         |
| 85 | Svizzera (bandiera)           | C     | Valon Behrami           |
| 86 | Italia (bandiera)             | D     | Simone Sannibale        |
| 91 | Italia (bandiera)             | D     | Davide Faraoni          |

## Calciomercato
Il calciomercato estivo 2007, nonostante la qualificazione alla Champions League 2007-2008, continua nella filosofia del risanamento economico, tant'è che il tetto massimo per lo stipendio di ogni singolo giocatore è di 0.5 milioni di euro. A caratterizzare quest'importante momento della formazione della rosa sono i colpi di scena riguardanti i portieri e le contestazioni da parte dei tifosi biancocelesti, perlopiù delusi dalla gestione della campagna acquisti da parte della dirigenza. Ad abbandonare la Lazio sono: Angelo Peruzzi che, al termine del Derby di ritorno, nonostante i numerosi incontri con la società, decide di ritirarsi dall'attività agonistica, e Matteo Sereni che, nonostante fosse giunto in biancoceleste nella stagione 2003-2004 come suo naturale sostituto, firma per il Torino.
Il ruolo di portiere sembra quindi destinato al neoacquisto Juan Pablo Carrizo che però, per problemi burocratici relativi al suo passaporto, non può essere iscritto al campionato italiano e viene parcheggiato al River Plate. La maglia numero uno viene così affidata al ventunenne uruguagio Fernando Muslera, prelevato dal Nacional Montevideo, e al più esperto Marco Ballotta, alla sesta stagione con la squadra. Il ruolo di terzo portiere è infine attribuito a Tommaso Berni acquistato definitivamente dalla Ternana nel gennaio 2007.
Per la difesa arrivano dall'OFK Belgrado il terzino Aleksandar Kolarov, difensore dalle ottime qualità balistiche, e dal Racing Santander il duttile Lionel Scaloni acquistato a parametro zero. A centrocampo arrivano alcuni giovani di fantasia: Simone Del Nero dal Brescia e Mourad Meghni dal Bologna.
Sul lato delle cessioni si registrano le importanti partenze del cileno Jimenez, fortemente voluto da Roberto Mancini all'Inter, e di Pasquale Foggia, ceduto in prestito al Cagliari. Anche Libis Arenas viene ceduto, a titolo definitivo, al Mérida, mentre Riccardo Bonetto viene invece girato ai felsinei. Infine, volendo sfoltire la rosa e alleggerire il monte stipendi, Simone Inzaghi viene ceduto in prestito all'Atalanta.
Nella sessione invernale del calciomercato la Lazio riusce ad assicurarsi le prestazioni dell'ex attaccante della Reggina e del Manchester City, Rolando Bianchi. Il giocatore viene acquistato con la formula del prestito con diritto di riscatto fissato a 12 milioni di euro. La squadra di Delio Rossi ha ingaggiato anche il nazionale rumeno Ștefan Radu della Dinamo Bucarest e il centrocampista francese Ousmane Dabo, che aveva già giocato per tre stagioni nella Lazio, prelevato così come Bianchi dai Citizens. Il presidente Claudio Lotito infine riesce a piazzare un importante colpo per la difesa nelle ultime ore di mercato, infatti arriva David Rozehnal, possente difensore del Newcastle United e della Nazionale ceca. Sul lato delle cessioni si registrano i passaggi in prestito di Simone Sannibale alla Scafatese e di Guglielmo Stendardo alla Juventus; sempre a titolo di prestito, il ritorno in terra spagnola, destinazione Maiorca, di Lionel Scaloni e il passaggio di Stephen Makinwa alla Reggina.

### Sessione estiva
| Acquisti | Acquisti           | Acquisti         | Acquisti                   |
| R.       | Nome               | da               | Modalità                   |
| -------- | ------------------ | ---------------- | -------------------------- |
| P        | Libis Arenas       | Envigado         | fine prestito              |
| P        | Juan Pablo Carrizo | River Plate      | definitivo (7,5 milioni €) |
| P        | Fernando Muslera   | Nacional         | definitivo (3 milioni €)   |
| P        | Massimo Zallocco   | Lecco            | definitivo                 |
| D        | Ivan Artipoli      | Sampdoria        | compartecipazione          |
| D        | Aleksandar Kolarov | OFK Belgrado     | definitivo (0,8 milioni €) |
| D        | Lionel Scaloni     | Racing Santander | svincolato                 |
| D        | Simone Sannibale   | Torres           | fine prestito              |
| D        | Fabio Zaccardi     | Paganese         | fine prestito              |
| C        | Lucas Correa       | Lucchese         | fine prestito              |
| C        | Simone Del Nero    | Brescia          | svincolato                 |
| C        | Mourad Meghni      | Bologna          | compartecipazione          |
| C        | Alberto Quadri     | Spezia           | fine prestito              |
| A        | Fabio Vignaroli    | Bari             | svincolato                 |

| Cessioni | Cessioni           | Cessioni    | Cessioni                      |
| R.       | Nome               | a           | Modalità                      |
| -------- | ------------------ | ----------- | ----------------------------- |
| P        | Libis Arenas       | Mérida      | definitivo                    |
| P        | Juan Pablo Carrizo | River Plate | prestito                      |
| P        | Angelo Peruzzi     | -           | fine carriera                 |
| P        | Simone Santarelli  | Gallipoli   | prestito                      |
| P        | Matteo Sereni      | Torino      | svincolato                    |
| P        | Massimo Zallocco   | Lecco       | prestito                      |
| D        | Manuel Belleri     | Atalanta    | prestito                      |
| D        | Riccardo Bonetto   | Bologna     | prestito                      |
| D        | Giordano D'Andrea  | Viterbese   | definitivo                    |
| D        | Cristiano Gimelli  | Lanciano    | risoluzione compartecipazione |
| D        | Fabio Zaccardi     | Lanciano    | prestito                      |
| C        | Lucas Correa       | Gallipoli   | prestito                      |
| C        | Pasquale Foggia    | Cagliari    | prestito                      |
| C        | Daniele Greco      | Gallipoli   | prestito                      |
| C        | Luis Jiménez       | Ternana     | fine prestito                 |
| C        | Alberto Quadri     | Avellino    | prestito                      |
| C        | Francesco Torroni  | Orvietana   | svincolato                    |
| A        | Simone Inzaghi     | Atalanta    | prestito                      |

### Sessione invernale
| Acquisti | Acquisti        | Acquisti        | Acquisti      |
| R.       | Nome            | da              | Modalità      |
| -------- | --------------- | --------------- | ------------- |
| D        | Ștefan Radu     | Dinamo Bucarest | prestito      |
| D        | David Rozehnal  | Newcastle Utd   | prestito      |
| C        | Ousmane Dabo    | Manchester City | definitivo    |
| C        | Daniele Greco   | Gallipoli       | fine prestito |
| C        | Alberto Quadri  | Avellino        | fine prestito |
| A        | Rolando Bianchi | Manchester City | prestito      |

| Cessioni | Cessioni            | Cessioni  | Cessioni |
| R.       | Nome                | a         | Modalità |
| -------- | ------------------- | --------- | -------- |
| D        | Simone Sannibale    | Scafatese | prestito |
| D        | Lionel Scaloni      | Maiorca   | prestito |
| D        | Guglielmo Stendardo | Juventus  | prestito |
| C        | Daniele Greco       | Sassuolo  | prestito |
| C        | Alberto Quadri      | Perugia   | prestito |
| A        | Stephen Makinwa     | Reggina   | prestito |

## Risultati

### Serie A

#### Girone di andata
| Arbitro: | Celi (Bari) |

|                       |           |                         |
| Pandev 56’ Rocchi 59’ | Marcatori | 34’ Rosina 68’ Vailatti |

| Genova 2 settembre 2007, ore 20:30 2ª giornata | Sampdoria        | 0 – 0 referto | Lazio | Stadio Luigi Ferraris (20.564 spett.)\| Arbitro: \| Rocchi (Firenze) \| |
| Arbitro:                                       | Rocchi (Firenze) |               |       |                                                                         |

| Roma 15 settembre 2007, ore 20:30 3ª giornata | Lazio               | 0 – 0 referto | Empoli | Stadio Olimpico (19.460 spett.)\| Arbitro: \| De Marco (Chiavari) \| |
| Arbitro:                                      | De Marco (Chiavari) |               |        |                                                                      |

| Arbitro: | Stefanini (Prato) |

|                             |           |               |
| Langella 43’ Zampagna 90+3’ | Marcatori | 69’ Mutarelli |

| Arbitro: | Dondarini (Finale Emilia) |

|                            |           |                 |
| Rocchi 48’, 84’ Pandev 60’ | Marcatori | 70’ Acquafresca |

| Arbitro: | Tagliavento (Terni) |

|          |           |             |
| Cozza 7’ | Marcatori | 73’ Kolarov |

| Arbitro: | Morganti (Ascoli Piceno) |

|           |           |                                                       |
| Mauri 23’ | Marcatori | 16’ Ambrosini 33’ (rig.), 52’ Kaká 70’, 79’ Gilardino |

| Arbitro: | Celi (Bari) |

|  |           |              |
|  | Marcatori | 45+4’ Pandev |

| Arbitro: | Pierpaoli (Firenze) |

|  |           |          |
|  | Marcatori | 78’ Gyan |

| Arbitro: | Rocchi (Firenze) |

|                                      |           |                        |
| Vučinić 19’ Mancini 42’ Perrotta 56’ | Marcatori | 11’ Rocchi 69’ Ledesma |

| Arbitro: | Dondarini (Finale Emilia) |

|  |           |             |
|  | Marcatori | 19’ Pazzini |

| Arbitro: | Damato (Barletta) |

|                                             |           |  |
| Ibrahimović 22’ (rig.) Maicon 33’ Suazo 55’ | Marcatori |  |

| Arbitro: | De Marco (Chiavari) |

|             |           |  |
| Firmani 90’ | Marcatori |  |

| Arbitro: | Giannoccaro (Lecce) |

|               |           |            |
| Maccarone 32’ | Marcatori | 23’ Pandev |

| Arbitro: | Mazzoleni (Bergamo) |

|                      |           |  |
| Rocchi 8’ Pandev 89’ | Marcatori |  |

| Arbitro: | Brighi (Cesena) |

|                   |           |                                  |
| Pandev 36’, 90+3’ | Marcatori | 29’ Trezeguet 48’, 70’ Del Piero |

| Arbitro: | Orsato (Schio) |

|                          |           |                      |
| Simplício 34’ Amauri 46’ | Marcatori | 59’ Firmani 81’ Tare |

| Arbitro: | Stefanini (Prato) |

|           |           |                    |
| Mauri 23’ | Marcatori | 52’, 55’ Borriello |

| Arbitro: | Rocchi (Firenze) |

|                  |           |                        |
| Hamšík 5’, 90+4’ | Marcatori | 26’ Ledesma 31’ Pandev |

#### Girone di ritorno
| Torino 27 gennaio 2008, ore 15:00 20ª giornata | Torino            | 0 – 0 referto | Lazio | Stadio Olimpico (17.653 spett.)\| Arbitro: \| Rizzoli (Bologna) \| |
| Arbitro:                                       | Rizzoli (Bologna) |               |       |                                                                    |

| Arbitro: | Orsato (Schio) |

|                      |           |               |
| Mauri 37’ Rocchi 77’ | Marcatori | 45+1’ Cassano |

| Arbitro: | Rosetti (Torino) |

|              |           |  |
| Vannucchi 7’ | Marcatori |  |

| Arbitro: | Girardi (San Donà di Piave) |

|                                          |           |  |
| Rocchi 26’ (rig.), 88’ (rig.) Pandev 56’ | Marcatori |  |

| Arbitro: | Pierpaoli (Firenze) |

|           |           |  |
| Matri 89’ | Marcatori |  |

| Arbitro: | Saccani (Mantova) |

|                    |           |  |
| Bianchi 45’ (rig.) | Marcatori |  |

| Arbitro: | Celi (Bari) |

|                 |           |             |
| Oddo 66’ (rig.) | Marcatori | 54’ Bianchi |

| Arbitro: | Mazzoleni (Bergamo) |

|                       |           |  |
| Rocchi 15’ Pandev 24’ | Marcatori |  |

| Arbitro: | Tommasi (Bassano del Grappa) |

|                              |           |                        |
| Ferronetti 56’ Di Natale 86’ | Marcatori | 12’ Rocchi 80’ Ledesma |

| Arbitro: | Morganti (Ascoli Piceno) |

|                                            |           |                         |
| Pandev 43’ Rocchi 57’ (rig.) Behrami 90+2’ | Marcatori | 31’ Taddei 62’ Perrotta |

| Arbitro: | Orsato (Schio) |

|             |           |  |
| Pazzini 77’ | Marcatori |  |

| Arbitro: | Rosetti (Torino) |

|            |           |            |
| Rocchi 59’ | Marcatori | 11’ Crespo |

| Arbitro: | Trefoloni (Siena) |

|                    |           |                        |
| Budan 17’ Paci 43’ | Marcatori | 35’ Pandev 38’ Bianchi |

| Arbitro: | Pinzani (Empoli) |

|                 |           |           |
| Mutarelli 45+1’ | Marcatori | 88’ Loria |

| Arbitro: | Celi (Bari) |

|                    |           |  |
| Spinesi 34’ (rig.) | Marcatori |  |

| Arbitro: | Gervasoni (Mantova) |

|                                                               |           |                          |
| Chiellini 15’, 88’ Camoranesi 21’ Del Piero 32’ Trezeguet 33’ | Marcatori | 56’ Bianchi 61’ Siviglia |

| Arbitro: | Marelli (Como) |

|                   |           |                   |
| Pandev 25’ (rig.) | Marcatori | 82’, 90+2’ Amauri |

| Arbitro: | Pierpaoli (Firenze) |

|  |           |                         |
|  | Marcatori | 32’ Rocchi 45+2’ Pandev |

| Arbitro: | Velotto (Grosseto) |

|                        |           |             |
| Rocchi 14’ Firmani 71’ | Marcatori | 83’ Domizzi |

### Coppa Italia

#### Fase finale
| Arbitro: | Stefanini (Prato) |

|                              |           |                |
| De Silvestri 66’ Baronio 71’ | Marcatori | 28’ Dalla Bona |

| Arbitro: | Mazzoleni (Bergamo) |

|             |           |          |
| Domizzi 79’ | Marcatori | 55’ Tare |

| Arbitro: | Saccani (Mantova) |

|                         |           |             |
| Kolarov 19’ Behrami 20’ | Marcatori | 39’ Pazzini |

| Arbitro: | Brighi (Cesena) |

|             |           |                        |
| Semioli 17’ | Marcatori | 34’ Kolarov 61’ Rocchi |

| Milano 16 aprile 2008, ore 20:45 Semifinale - Andata | Inter            | 0 – 0 | Lazio | Stadio Giuseppe Meazza (11.016 spett.)\| Arbitro: \| Rocchi (Firenze) \| |
| Arbitro:                                             | Rocchi (Firenze) |       |       |                                                                          |

| Arbitro: | Saccani (Mantova) |

|  |           |                   |
|  | Marcatori | 52’ Pelé 85’ Cruz |

### Champions League

#### Terzo turno
| Arbitro: | Øvrebø |

|               |           |                 |
| Mutarelli 54’ | Marcatori | 22’ Dănciulescu |

| Arbitro: | González |

|           |           |                                   |
| Bratu 26’ | Marcatori | 46’ (rig.), 66’ Rocchi 53’ Pandev |

#### Fase a gironi
| Arbitro: | Braamhaar |

|              |           |           |
| Galletti 55’ | Marcatori | 77’ Zauri |

| Arbitro: | De Bleeckere |

|                 |           |                         |
| Pandev 32’, 75’ | Marcatori | 8’, 61’ van Nistelrooij |

| Arbitro: | Benquerença |

|                        |           |                |
| Sanogo 28’ Almeida 54’ | Marcatori | 77’ Manfredini |

| Arbitro: | Bebek |

|                 |           |                  |
| Rocchi 57’, 68’ | Marcatori | 88’ (rig.) Diego |

| Arbitro: | Webb |

|            |           |                            |
| Pandev 30’ | Marcatori | 35’ Galletti 64’ Kovačević |

| Arbitro: | Busacca |

|                                   |           |            |
| Baptista 13’ Raúl 15’ Robinho 36’ | Marcatori | 80’ Pandev |

## Statistiche
Statistiche aggiornate al 18 maggio 2008.

### Statistiche di squadra
| Competizione     | Punti      | In casa | In casa | In casa | In casa | In casa | In casa | In trasferta | In trasferta | In trasferta | In trasferta | In trasferta | In trasferta | Totale | Totale | Totale | Totale | Totale | Totale | DR |
| Competizione     | Punti      | G       | V       | N       | P       | Gf      | Gs      | G            | V            | N            | P            | Gf           | Gs           | G      | V      | N      | P      | Gf     | Gs     | DR |
| ---------------- | ---------- | ------- | ------- | ------- | ------- | ------- | ------- | ------------ | ------------ | ------------ | ------------ | ------------ | ------------ | ------ | ------ | ------ | ------ | ------ | ------ | -- |
| Serie A          | 46         | 19      | 9       | 4       | 6       | 28      | 23      | 19           | 2            | 9            | 8            | 19           | 28           | 38     | 11     | 13     | 14     | 47     | 51     | -4 |
| Coppa Italia     | semifinale | 3       | 2       | 0       | 1       | 4       | 4       | 3            | 1            | 2            | 0            | 3            | 2            | 6      | 3      | 2      | 1      | 7      | 6      | +1 |
| Champions League | 5          | 4       | 1       | 2       | 1       | 6       | 6       | 4            | 1            | 1            | 2            | 6            | 7            | 8      | 2      | 3      | 3      | 12     | 13     | -1 |
| Totale           | -          | 26      | 12      | 6       | 9       | 38      | 33      | 26           | 4            | 12           | 10           | 28           | 37           | 52     | 16     | 18     | 18     | 66     | 70     | -4 |

### Andamento in campionato
| Giornata  | 1 | 2  | 3  | 4  | 5 | 6  | 7  | 8  | 9  | 10 | 11 | 12 | 13 | 14 | 15 | 16 | 17 | 18 | 19 | 20 | 21 | 22 | 23 | 24 | 25 | 26 | 27 | 28 | 29 | 30 | 31 | 32 | 33 | 34 | 35 | 36 | 37 | 38 |
| --------- | - | -- | -- | -- | - | -- | -- | -- | -- | -- | -- | -- | -- | -- | -- | -- | -- | -- | -- | -- | -- | -- | -- | -- | -- | -- | -- | -- | -- | -- | -- | -- | -- | -- | -- | -- | -- | -- |
| Luogo     | C | T  | C  | T  | C | T  | C  | T  | C  | T  | C  | T  | C  | T  | C  | C  | T  | C  | T  | T  | C  | T  | C  | T  | C  | T  | C  | T  | C  | T  | C  | T  | C  | T  | T  | C  | T  | C  |
| Risultato | N | N  | N  | P  | V | N  | P  | V  | P  | P  | P  | P  | V  | N  | V  | P  | N  | P  | N  | N  | V  | P  | V  | P  | V  | N  | V  | N  | V  | P  | N  | N  | N  | P  | P  | P  | V  | V  |
| Posizione | 7 | 11 | 12 | 13 | 9 | 11 | 13 | 11 | 13 | 14 | 15 | 15 | 14 | 15 | 12 | 13 | 13 | 14 | 14 | 14 | 12 | 13 | 12 | 12 | 12 | 12 | 11 | 11 | 8  | 10 | 11 | 11 | 12 | 12 | 12 | 13 | 12 | 12 |

Fonte:  Serie A – Classifiche, su transfermarkt.it, Transfermarkt.
Legenda:

Luogo: C = Casa; T = Trasferta. Risultato: V = Vittoria; N = Pareggio; P = Sconfitta.

### Statistiche dei giocatori
| Giocatore       | Serie A  | Serie A | Serie A     | Serie A    | Coppa Italia | Coppa Italia | Coppa Italia | Coppa Italia | UEFA Champions League | UEFA Champions League | UEFA Champions League | UEFA Champions League | Totale   | Totale | Totale      | Totale     |
| Giocatore       | Presenze | Reti    | Ammonizioni | Espulsioni | Presenze     | Reti         | Ammonizioni  | Espulsioni   | Presenze              | Reti                  | Ammonizioni           | Espulsioni            | Presenze | Reti   | Ammonizioni | Espulsioni |
| --------------- | -------- | ------- | ----------- | ---------- | ------------ | ------------ | ------------ | ------------ | --------------------- | --------------------- | --------------------- | --------------------- | -------- | ------ | ----------- | ---------- |
| I. Artipoli     | 1        | 0       | 0           | 0          | 1            | 0            | 0            | 0            | -                     | -                     | -                     | -                     | 2        | 0      | 0           | 0          |
| M. Ballotta     | 29       | -36     | 0           | 0          | 2            | -2           | 0            | 0            | 8                     | -13                   | 0                     | 0                     | 39       | -51    | 0           | 0          |
| R. Baronio      | 8        | 0       | 2           | 0          | 1            | 1            | 0            | 0            | 1                     | 0                     | 0                     | 0                     | 10       | 1      | 2           | 0          |
| V. Behrami      | 22       | 1       | 5           | 0          | 5            | 1            | 1            | 0            | 5                     | 0                     | 0                     | 1                     | 32       | 2      | 6           | 1          |
| T. Berni        | -        | -       | -           | -          | -            | -            | -            | -            | -                     | -                     | -                     | -                     | -        | -      | -           | -          |
| R. Bianchi      | 15       | 4       | 2           | 1          | 2            | 0            | 0            | 0            | -                     | -                     | -                     | -                     | 17       | 4      | 2           | 1          |
| F. Casini       | -        | -       | -           | -          | -            | -            | -            | -            | -                     | -                     | -                     | -                     | -        | -      | -           | -          |
| A. Cinelli      | -        | -       | -           | -          | -            | -            | -            | -            | -                     | -                     | -                     | -                     | -        | -      | -           | -          |
| A. Corvesi      | -        | -       | -           | -          | -            | -            | -            | -            | -                     | -                     | -                     | -                     | -        | -      | -           | -          |
| E. Cribari      | 31       | 0       | 1           | 0          | 5            | 0            | 2            | 0            | 6                     | 0                     | 1                     | 1                     | 42       | 0      | 4           | 1          |
| O. Dabo         | 13       | 0       | 5           | 0          | 2            | 0            | 0            | 0            | -                     | -                     | -                     | -                     | 15       | 0      | 5           | 0          |
| L. De Silvestri | 24       | 0       | 4           | 2          | 4            | 1            | 0            | 0            | 6                     | 0                     | 1                     | 0                     | 34       | 1      | 5           | 2          |
| S. Del Nero     | 5        | 0       | 1           | 0          | -            | -            | -            | -            | 6                     | 0                     | 0                     | 0                     | 11       | 0      | 1           | 0          |
| M. Diakité      | 1        | 0       | 0           | 0          | -            | -            | -            | -            | -                     | -                     | -                     | -                     | 1        | 0      | 0           | 0          |
| D. Faraoni      | -        | -       | -           | -          | -            | -            | -            | -            | -                     | -                     | -                     | -                     | -        | -      | -           | -          |
| F. Firmani      | 7        | 3       | 2           | 1          | 1            | 0            | 1            | 0            | -                     | -                     | -                     | -                     | 8        | 3      | 3           | 1          |
| A. Kolarov      | 24       | 1       | 5           | 1          | 5            | 2            | 2            | 0            | 3                     | 0                     | 1                     | 0                     | 32       | 3      | 8           | 1          |
| C. Ledesma      | 32       | 3       | 8           | 0          | 4            | 0            | 2            | 0            | 7                     | 0                     | 0                     | 0                     | 43       | 3      | 10          | 0          |
| S. Makinwa      | 14       | 0       | 0           | 0          | 1            | 0            | 0            | 0            | 4                     | 0                     | 0                     | 0                     | 19       | 0      | 0           | 0          |
| C. Manfredini   | 23       | 0       | 3           | 0          | 4            | 0            | 0            | 0            | 5                     | 1                     | 0                     | 0                     | 32       | 1      | 3           | 0          |
| S. Mauri        | 24       | 3       | 1           | 0          | 5            | 0            | 1            | 0            | 4                     | 0                     | 0                     | 0                     | 33       | 3      | 2           | 0          |
| M. Meghni       | 19       | 0       | 1           | 0          | 1            | 0            | 0            | 0            | 4                     | 0                     | 0                     | 0                     | 24       | 0      | 1           | 0          |
| E. Mendicino    | -        | -       | -           | -          | -            | -            | -            | -            | -                     | -                     | -                     | -                     | -        | -      | -           | -          |
| G. Mudingayi    | 27       | 0       | 12          | 0          | 1            | 0            | 1            | 0            | 7                     | 0                     | 2                     | 0                     | 35       | 0      | 15          | 0          |
| F. Muslera      | 9        | -15     | 1           | 0          | 4            | -4           | 1            | 0            | -                     | -                     | -                     | -                     | 13       | -19    | 2           | 0          |
| M. Mutarelli    | 24       | 2       | 4           | 2          | 6            | 0            | 1            | 0            | 7                     | 1                     | 2                     | 1                     | 37       | 3      | 7           | 3          |
| G. Pandev       | 32       | 14      | 8           | 0          | 5            | 0            | 0            | 0            | 7                     | 5                     | 2                     | 0                     | 44       | 19     | 10          | 0          |
| S. Sannibale    | -        | -       | -           | -          | -            | -            | -            | -            | -                     | -                     | -                     | -                     | -        | -      | -           | -          |
| L. Scaloni      | 12       | 0       | 0           | 0          | -            | -            | -            | -            | 7                     | 0                     | 0                     | 0                     | 19       | 0      | 0           | 0          |
| S. Siviglia     | 19       | 1       | 5           | 2          | 6            | 0            | 1            | 0            | 2                     | 0                     | 0                     | 0                     | 27       | 1      | 6           | 2          |
| G. Stendardo    | 13       | 0       | 2           | 1          | 2            | 0            | 1            | 0            | 7                     | 0                     | 2                     | 0                     | 22       | 0      | 5           | 1          |
| S. Radu         | 11       | 0       | 1           | 0          | 2            | 0            | 0            | 0            | -                     | -                     | -                     | -                     | 13       | 0      | 1           | 0          |
| T. Rocchi       | 36       | 14      | 1           | 0          | 4            | 1            | 1            | 0            | 8                     | 4                     | 1                     | 0                     | 48       | 19     | 3           | 0          |
| D. Rozehnal     | 10       | 0       | 1           | 0          | -            | -            | -            | -            | -                     | -                     | -                     | -                     | 10       | 0      | 1           | 0          |
| I. Tare         | 18       | 1       | 2           | 0          | 6            | 1            | 0            | 0            | 2                     | 0                     | 0                     | 0                     | 26       | 2      | 2           | 0          |
| A. Tuia         | -        | -       | -           | -          | -            | -            | -            | -            | -                     | -                     | -                     | -                     | -        | -      | -           | -          |
| F. Vignaroli    | 9        | 0       | 0           | 0          | 2            | 0            | 0            | 0            | -                     | -                     | -                     | -                     | 11       | 0      | 0           | 0          |
| L. Zauri        | 18       | 0       | 6           | 1          | 3            | 0            | 0            | 0            | 6                     | 1                     | 2                     | 0                     | 27       | 1      | 8           | 1          |